# Vojkovci
Vojkovci (cyr. Војковци) – wieś w Serbii, w okręgu szumadijskim, w gminie Topola. W 2011 roku liczyła 237 mieszkańców.